# Hirokawa
Hirokawa (jap. 広川町 Hirokawa-machi) – miasto w Japonii, na wyspie Kiusiu, w prefekturze Fukuoka. Według danych na rok 2020 miejscowość zamieszkiwało 19 969 mieszkańców , a gęstość zaludnienia wyniosła 526,3 os./km².